# Filòcares
Filòcares (en llatí Philochares, en grec antic Φιλόχαρες) fou un destacat pintor grec, que menciona Plini el Vell i diu que va ser l'autor d'una de les dues pintures que August va posar a les muralles de la Cúria. Una era una pintura encàustica de Nícies), i la de Filòcrates representava a un pare i el seu jove fill d'una manera admirable i la semblança familiar estava perfectament aconseguida, tot i que la diferència d'edat es veia clarament. A sobre dels caps de les figures hi havia una àguila portant una serp entre les urpes. El quadre portava una inscripció del propi artista que deia: Philochares hoc suum opus esse testatus est.
Alguns autors pensen que Filòcrates era germà d'Èsquines, que Ulpià d'Emesa situa entre els pintors més distingits en temps de Demòstenes. Si així fos, Filòcares hauria viscut a la meitat del segle IV aC.